# Tunnelfunkanlage
Tunnelfunkanlagen, auch Tunnelsender, sind technische Einrichtungen, die in Tunneln oder Bergwerken eine drahtlose Funkkommunikation ermöglichen.
Durch die starke Dämpfung von Funkwellen im Erdreich ist eine funktechnische Versorgung eines Tunnels von außen nicht möglich. Ausgenommen davon sind lediglich kurze Tunnel (typischerweise Tunnellängen unter 500 m) oder Tunneleingangsbereiche, die durch Richtantennen, die am Tunnelvorportal installiert sind, versorgt werden können.
Durch Tunnelfunkanlagen können Tunnelanlagen mit Radio, öffentlichem Mobilfunk (GSM, UMTS), Betriebsfunk (für z. B. Straßendienst) sowie BOS-Funk für Polizei, Feuerwehr und Rettungsdienste versorgt werden.
Spezielle Tunnelfunkanlagen werden auch für den Betriebsfunk in Bergwerken genutzt.

## Aufbau

### Aufbau von Tunnelfunkanlagen für Straßentunnel
Hochrangige Straßen (d. h. Schnellstraßen und Autobahnen) mit einer Tunnellänge von über 500 m sind in der Regel mit Tunnelfunkanlagen ausgestattet.
Der typischerweise für Straßentunnel erforderliche Frequenzbereich liegt im 70-cm-, 2-m-, 4-m-Band und im UKW-Rundfunkband. Darüber hinaus werden Tunnel teilweise auch mit Mobilfunkfrequenzen (GSM bzw. UMTS) versorgt.

Typischer Aufbau einer Tunnelfunkanlage

Anlagen nach heutigem Stand der Technik bestehen aus folgenden Komponenten:
- Freifeldantennen (zur Ein- bzw. Auskopplung der Funksignale aus dem Tunnel in das Freifeld)
- Tunnelfunk-Kopfstation (Zentraleinheit, die das HF-Signal des Freifeldes an die Tunnelstationen weiterleitet bzw. von den einzelnen Tunnelstationen empfängt)
- Tunnelstationen (im Abstand von 500 bis 1000 m angeordnete HF-Empfangs-/Verstärkereinheiten, die abschnittsweise den Tunnel versorgen)
- Antennenanlage im Tunnel (Strahlerkabel (auch Leckkabel oder Schlitzkabel genannt) für Frequenzen bis etwa 1 GHz bzw. für höhere Frequenzen Pendelantennen)

Anlagen dieser Bauart sind in Sektoren, die von jeweils einer Tunnelstation versorgt werden, unterteilt.
Die Tunnelstationen werden in der Regel sternförmig über Lichtwellenleiter (LWL) mit der Kopfstation verbunden. Signale die in einem Sektor von der dortigen Tunnelstation empfangen werden, werden mittels elektro-optischer Wandler auf ein LWL-Signal umgesetzt und zur Kopfstation transportiert. In der Gegenrichtung (Kopfstation → Tunnelstation) werden jene Signale übertragen, die in den Tunnel auszustrahlen sind.
Der Tunnel wird in der Regel durch Strahlerkabel-Antennen versorgt. Für Frequenzen > 1 GHz werden anstelle von Strahlerkabeln auch Richtantennen (z. B. Parabolantennen) verwendet, da sich Funkwellen mit Frequenzen > 1 GHz in Tunnel gut ausbreiten.
Strahlerkabel sind spezielle Koaxialkabel, die in der Regel an der Tunneldecke parallel zum Tunnelverlauf verlegt werden und über die gesamte Länge ein Signal abstrahlen bzw. empfangen können (Typische Durchmesser der Strahlerkabel: 0,5–1,5 Zoll).
Moderne Tunnelfunkanlagen erlauben das Einspeisen des Mobilfunksignals per Glasfaserkabel direkt von der Basisstation in der Kopfstation der Tunnelfunkanlage. In einem längeren Tunnel wird häufig ein Handover des Mobilfunkes realisiert. Dazu erlauben moderne Tunnelfunkanlage das Einspeisen des Mobilfunksignals von zwei Basisstationen per Glasfaserkabel in der Kopfstation.
In der Handover-Zone ist das Mobilfunksignal von zwei Funkzellen gut empfangbar. Vor dem Betreten der Handover-Zone verwendet die Mobilstation das Funksignal der alten Funkzelle. In der Handover-Zone nimmt die Signalstärke der alten Funkzelle kontinuierlich ab. Gleichzeitig nimmt die Signalstärke der neuen Funkzelle kontinuierlich zu. Sobald das Funksignal der neuen Funkzelle deutlich stärker als das Funksignal der alten Funkzelle ist, wechselt die Mobilstation zur neuen Funkzelle und verwendet nach dem Handover das Funksignal der neuen Funkzelle. Damit das Handover erfolgreich durchgeführt werden kann, muss sich die Mobilstation für eine durch die verwendete Funktechnik bestimmte minimale Zeitdauer in der Handover-Zone befinden. Je höher die Fahrgeschwindigkeit, desto länger muss die Handover-Zone sein, damit die erforderliche Aufenthaltszeitdauer in der Handover-Zone eingehalten wird.
Die Handover-Zone kann mit am Tunnelportal montierten Außenantennen auch in den Bereich vor dem Tunnelportal verlegt werden. Dann findet das Handover außerhalb des Tunnels statt. Deshalb sieht man häufig an Tunnelportale montierte Mobilfunkantennen mit Richtstrahlcharakteristik, welche auf die Fahrbahn ausgerichtet sind. Diese Außenantennen dienen nicht zum Empfang von Funksignalen für die Tunnelfunkanlage, sondern für die Realisierung der Handover-Zone außerhalb des Tunnels.

### Aufbau von Tunnelfunkanlagen für U-Bahn- und Eisenbahntunnel
Moderne Tunnelfunkanlagen für Eisenbahntunnel unterscheiden sich in ihrem technischen Aufbau nicht bzw. kaum von jenen für Straßentunnel.
Der Unterschied zu Straßentunneln liegt lediglich im nutzbaren Frequenzbereich. Auf die Einspeisung von Rundfunksignalen wird in U-Bahn- und Eisenbahntunneln in der Regel verzichtet. Fahrzeugseitig kommen teilweise Intrain-Repeater zum Einsatz.
U-Bahn-Tunnel bzw. unterirdisch ausgeführte U-Bahn-Stationen werden in der Regel mit Mobilfunksignalen versorgt, um den Passagieren Mobilfunk-Empfang mit herkömmlichen Mobilfunktelefonen wie an der Erdoberfläche zu ermöglichen. Diese Mobilfunkanlagen fungieren nicht in allen Fällen als Relaisstation, sondern sind als eigenständige Basisstation ausgeführt.
Auf Eisenbahnstrecken wird zunehmend GSM-R (u. a. für ETCS Level 2) genutzt, was eine Funkversorgung im Frequenzbereich 876–925 MHz erforderlich macht.

### Andere Ausführungsformen
Frühere Tunnelfunkanlagen (Installation vor ca. 1995) für Straßen- und Eisenbahntunnel wurden meist in der sogenannten Kaskadentechnik aufgebaut. Bei dieser Technik wird das Sendesignal an einem Ende in ein Schlitzbandkabel eingekoppelt und in Abständen von typischerweise 250–500 m durch HF-Verstärker aufgefrischt. Nachteil dieser Variante ist eine durch wiederholte Verstärkung bedingte schlechtere Funkqualität sowie eine erhöhte Störreichweite im Fehlerfall (Störungen im Kabel oder in einem der Verstärker wirken sich auf die gesamte nachfolgende Tunnelstrecke aus).

## Hinweise zum ausgestrahlten Funksignal

### Mobilfunk
Ältere Tunnelfunkanlagen unterstützen kein MIMO für den modernen Mobilfunk. Diese älteren Tunnelfunkanlagen unterstützen nur SISO. MIMO-fähige Tunnelfunkanlagen erlauben schnellere Datenübertragungsraten als SISO-fähige Tunnelfunkanlagen.

### Spezialitäten
Tunnelsender für Hörfunksender werden in seltenen Fällen auch für Lang- und Mittelwelle ausgeführt. Ein Beispiel hierfür findet sich im Dartford-Tunnel in London, wo das Programm „Virgin Radio“ im Mittelwellenbereich und das Langwellenprogramm der BBC für den Autofahrer innerhalb des Tunnels bereitgestellt werden.
Im Bereich des nicht öffentlichen Betriebsfunks in Bergwerken und Minen werden Funkanlagen im Rahmen des Betriebsablaufes verwendet.